# Pedro Vallina
Pedro Vallina Martínez (Guadalcanal, província de Sevilla, 1879 - Veracruz, Mèxic, 1970) va ser un metge i anarquista  espanyol. Nascut de pare asturià i mare sevillana (natural de Cantillana) instal·lats en la Serra Nord de Sevilla. De posició acomodada, Pedro Vallina va estudiar medicina a Sevilla, Cadis, París i Londres (en aquests dos últims llocs com a exiliat) alhora que, des de jove, va destacar en la seva faceta política com anarquista, sobretot, a partir de la seva estada a Cadis i la presa de contacte amb Fermín Salvochea Álvarez.

## Biografia
Pedro Vallina va néixer a Guadalcanal, província de Sevilla, l'any 1879 en el si d'una família relativament benestant. Aleshores el republicanisme federal tenia gran empremta encara en el camp andalús, i la posició acomodada de la família Vallina, va permetre que els seus fills fossin educats en les tendències més progressistes de l'època.
Molt jove marxa a Sevilla per iniciar els seus estudis en medicina. Considerant-se ja anarquista, arriba amb 19 anys a Cadis, on coincideix amb Fermín Salvochea, a la seva enèsima sortida de presidi (1898) i de qui es convertirà en alumne en les lides revolucionàries.
Junts, marxen a Madrid, un any després, on Vallina es relacionarà amb els cercles anarquistes i republicans pimargallans. Serà amic també de Nicolás Salmerón y Alonso. Durant la seva estada a Madrid tindrà topades amb les autoritats judicials (per exemple en la causa denominada "Complot de la Coronació", un fracassat pla per atemptar el dia de la coronació d'Alfons XIII) i passarà cert temps en presó.
Finalment ha de fugir d'Espanya i s'exilia a París en 1902. La continuació de les seves activitats revolucionàries a França, (on entaularà relacions, entre d'altres, amb Louise Michel), li val l'expulsió d'aquest Estat.
En 1906 arriba a Anglaterra com a refugiat polític. Aquest país es va convertir a finals del segle xix i principis del XX en un refugi per als revolucionaris de tot el món, que a canvi, no conspiraven contra la monarquia britànica. S'instal·la a Londres i serà assidu del Cercle Anarquista Jueu de la ciutat, entaulant relació amb figures com Rudolf Rocker, Errico Malatesta o Piotr Kropotkin.
Poc després de començar la Primera Guerra Mundial, una amnistia general li va permetre tornar a Espanya, encara que la continuïtat de les seves activitats el condemna a l'exili interior a la Sibèria Extremenya i a Navarra. Per aquesta època ingressa a la CNT i pertanyerà al Comitè Nacional d'aquesta organització que va tenir seu a Sevilla a inicis de la Dictadura de Primo de Rivera, part de la qual estarà pres i després, de desterrament a Tànger i Casablanca. Abans d'aquest exili crearà el 1923, gràcies a la subscripció popular oberta pel diari El Noticiero Sevillano, el Sanatori Antituberculós "Vida" molt a prop de Cantillana, on va anar a viure i on atenia gratuïtament als malalts que no tenien mitjans econòmics. Per a ell, com a metge, calia guarir les malalties i alhora lluitar contra les causes que la provocaven. El Sanatori va quedar sense acabar, perquè va ser desterrat novament en instaurar la Dictadura del Primo de Rivera. Tornarà a viure en el Sanatori després de la proclamació de la Segona República, a partir de 1932.
Va ser enllaç a Sevilla del comitè revolucionari creat a Madrid per proclamar la Segona República.
Gran part de la Segona República Espanyola la va viure a Sevilla, al Sanatari Antituberculós de Cantillana. Durant aquest període esclatarà el "Cas Vallina", de gran polèmica dins de la CNT. Es va tractar dels fets de maig de 1932 a Sevilla, i les seves conseqüències. Vallina estava en contra de la violència utilitzada per alguns cenetistes. Travarà amistat amb Blas Infante, i donarà suport la seva candidatura andalusista. I continuarà la seva activitat com a metge, com a part inseparable del seu anarquisme humanista.
Participarà activament en la defensa de la República des del primer moment. En produir el cop d'estat del 18 de juliol, fugirà a la zona republicana i organitzarà la resistència a diversos pobles, participant-hi com a milicià, com a metge i com a soldat, i després de la derrota de la República, tornarà a marxar a l'exili: aquest cop serà Mèxic per no tornar.
En Mèxic servirà de metge a les comunitats d'amerindis mexicans fins a la seva mort elo 1970.

## Projecció de Vallina
Va ser interpretat per Manuel Morón en el film Una Pasión Singular (2002) d'Antonio Gonzalo, que versa sobre la vida de Blas Infante.
En 1999 alguns historiadors i la CGT van aconseguir recuperar part de la seva biografia, entrevistant a ancians de la Sibèria Extremenya que encara el recordaven i aconseguint contactar amb dos dels seus fills.
Les memòries de Pedro Vallina van ser inspiració per Vicente Tortajada en la confecció de la seva novel·la: Flor de cananas, Sevilla, 1999.